# Złota Piłka FIFA 2015
Złota Piłka FIFA 2015 – nagroda, która została przyznana 6 stycznia 2016 roku w Zurychu w Szwajcarii.

## Zwycięzcy

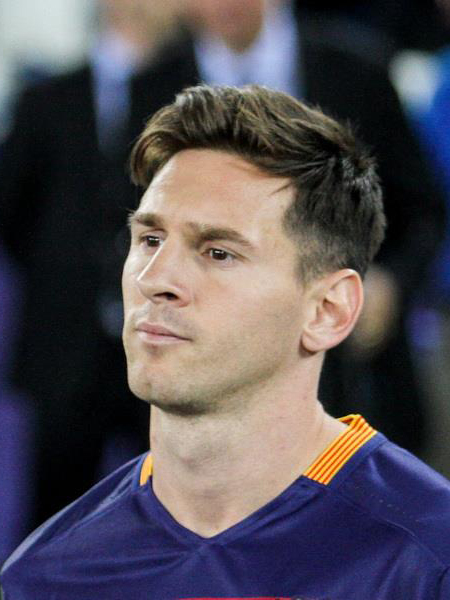
Lionel Messi

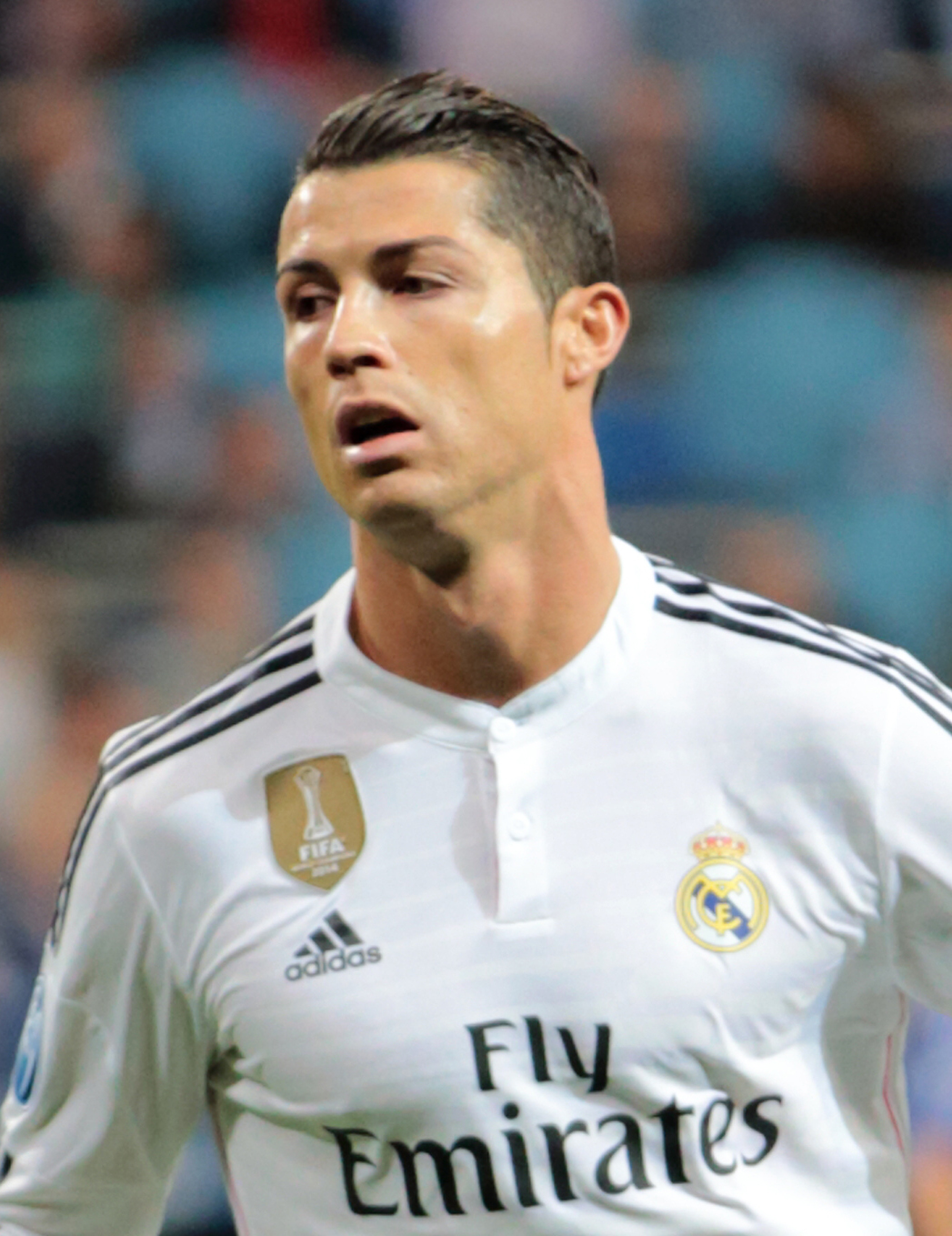
Cristiano Ronaldo

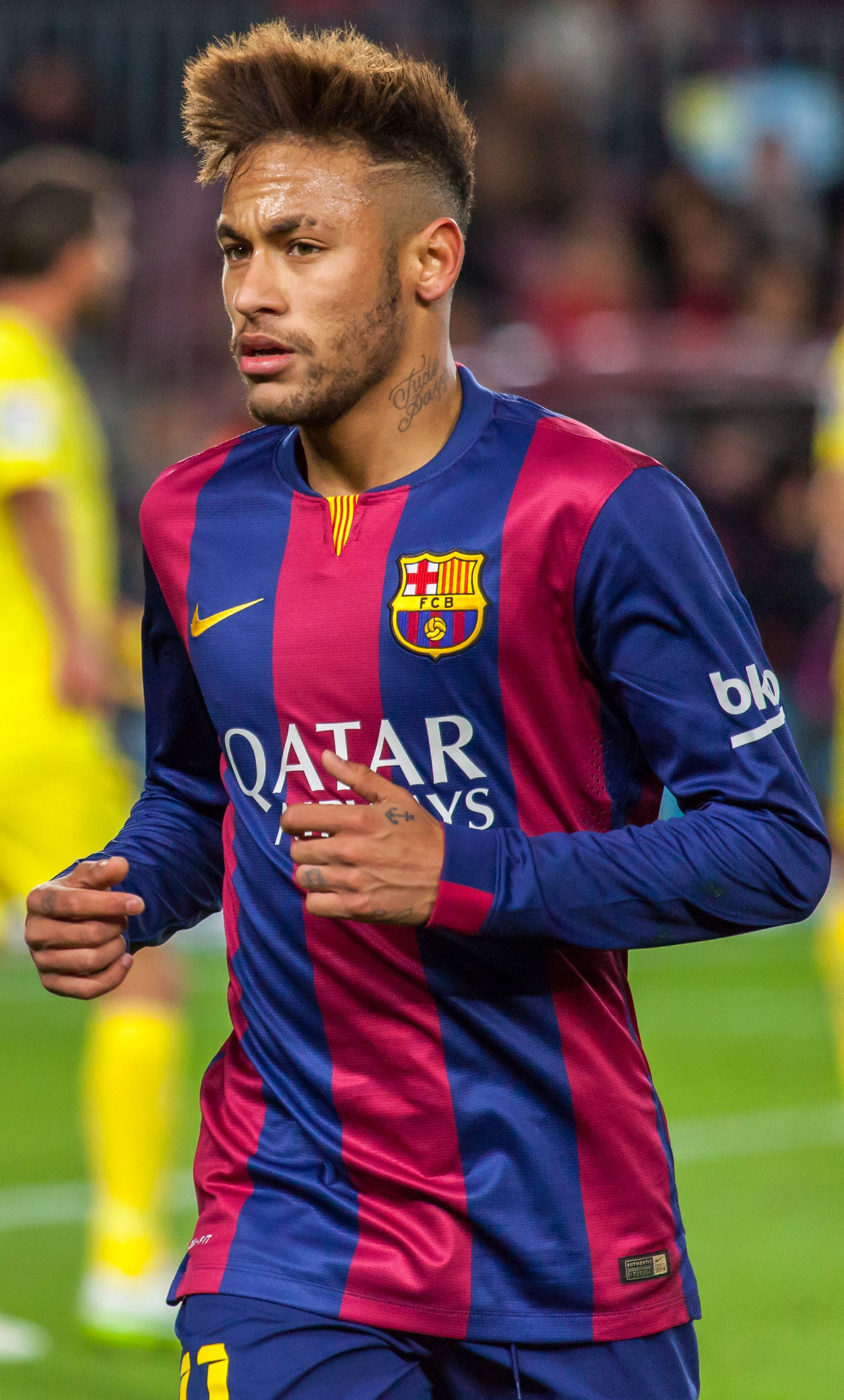
Neymar

### FIFA Ballon d’Or
| Miejsce | Zawodnik          | Państwo    | Klub         | Głosy  |
| ------- | ----------------- | ---------- | ------------ | ------ |
| 1.      | Lionel Messi      | Argentyna  | FC Barcelona | 41,33% |
| 2.      | Cristiano Ronaldo | Portugalia | Real Madryt  | 27,76% |
| 3.      | Neymar            | Brazylia   | FC Barcelona | 7,86%  |

20 zawodników nominowanych do nagrody Złota Piłka FIFA 2015:
| Miejsce | Zawodnik           | Państwo                  | Klub                            | Głosy |
| ------- | ------------------ | ------------------------ | ------------------------------- | ----- |
| 4.      | Robert Lewandowski | Polska                   | Bayern Monachium                | 4,17% |
| 5.      | Luis Suárez        | Urugwaj                  | FC Barcelona                    | 3,38% |
| 6.      | Thomas Müller      | Niemcy                   | Bayern Monachium                | 2,21% |
| 7.      | Manuel Neuer       | Niemcy                   | Bayern Monachium                | 1,97% |
| 8.      | Eden Hazard        | Belgia                   | Chelsea                         | 1,33% |
| 9.      | Andrés Iniesta     | Hiszpania                | FC Barcelona                    | 1,24% |
| 10.     | Alexis Sánchez     | Chile                    | Arsenal                         | 1,24% |
| 11.     | Zlatan Ibrahimović | Szwecja                  | Paris Saint-Germain             | 1,13% |
| 12.     | Yaya Touré         | Wybrzeże Kości Słoniowej | Manchester City                 | 0,89% |
| 13.     | Sergio Agüero      | Argentyna                | Manchester City                 | 0,86% |
| 14.     | Javier Mascherano  | Argentyna                | FC Barcelona                    | 0,79% |
| 15.     | Paul Pogba         | Francja                  | Juventus                        | 0,72% |
| 16.     | Gareth Bale        | Walia                    | Real Madryt                     | 0,65% |
| 17.     | Arturo Vidal       | Chile                    | Juventus / Bayern Monachium     | 0,58% |
| 18.     | Kevin De Bruyne    | Belgia                   | VfL Wolfsburg / Manchester City | 0,47% |
| 19.     | James Rodríguez    | Kolumbia                 | Real Madryt                     | 0,45% |
| 20.     | Karim Benzema      | Francja                  | Real Madryt                     | 0,40% |
| 21.     | Toni Kroos         | Niemcy                   | Real Madryt                     | 0,29% |
| 22.     | Arjen Robben       | Holandia                 | Bayern Monachium                | 0,29% |
| 23.     | Ivan Rakitić       | Chorwacja                | FC Barcelona                    | 0,05% |

### Najlepsza piłkarka
| Miejsce | Zawodniczka | Państwo           | Klub             | Głosy  |
| ------- | ----------- | ----------------- | ---------------- | ------ |
| 1.      | Carli Lloyd | Stany Zjednoczone | Houston Dash     | 35,28% |
| 2.      | Célia Šašić | Niemcy            | 1. FFC Frankfurt | 12,60% |
| 3.      | Aya Miyama  | Japonia           | Yunogo Belle     | 9,88%  |

7 zawodniczek nominowanych do nagrody Zawodniczki Roku FIFA 2011:
| Zawodniczka       | Państwo           | Klub                       |
| ----------------- | ----------------- | -------------------------- |
| Nadine Angerer    | Niemcy            | Brisbane Roar              |
| Ramona Bachmann   | Szwajcaria        | FC Rosengård               |
| Kadeisha Buchanan | Kanada            | West Virginia Mountaineers |
| Amandine Henry    | Francja           | Olympique Lyon             |
| Eugénie Le Sommer | Francja           | Olympique Lyon             |
| Megan Rapinoe     | Stany Zjednoczone | OL Reign                   |
| Hope Solo         | Stany Zjednoczone | OL Reign                   |

### Najlepszy trener w futbolu męskim
| Miejsce | Trener          | Państwo   | Zespół           | Głosy  |
| ------- | --------------- | --------- | ---------------- | ------ |
| 1       | Luis Enrique    | Hiszpania | FC Barcelona     | 31,08% |
| 2       | Josep Guardiola | Hiszpania | Bayern Monachium | 22,97% |
| 3       | Jorge Sampaoli  | Argentyna | Chile            | 9,47%  |

### Najlepsza trener w futbolu kobiecym
| Miejsce | Trenerka     | Państwo | Zespół            | Głosy  |
| ------- | ------------ | ------- | ----------------- | ------ |
| 1       | Jill Ellis   | Anglia  | Stany Zjednoczone | 42,98% |
| 2       | Norio Sasaki | Japonia | Japonia           | 17,79% |
| 3       | Mark Samspon | Walia   | Anglia            | 10,68% |

### FIFA/FIFPro World XI
| Pozycja | Zawodnik          | Państwo    | Klub                |
| ------- | ----------------- | ---------- | ------------------- |
| BR      | Manuel Neuer      | Niemcy     | Bayern Monachium    |
| OB      | Dani Alves        | Brazylia   | FC Barcelona        |
| OB      | Sergio Ramos      | Hiszpania  | Real Madryt         |
| OB      | Thiago Silva      | Brazylia   | Paris Saint-Germain |
| OB      | Marcelo           | Brazylia   | Real Madryt         |
| PO      | Paul Pogba        | Francja    | Juventus            |
| PO      | Luka Modrić       | Chorwacja  | Real Madryt         |
| PO      | Andrés Iniesta    | Hiszpania  | FC Barcelona        |
| NA      | Lionel Messi      | Argentyna  | FC Barcelona        |
| NA      | Cristiano Ronaldo | Portugalia | Real Madryt         |
| NA      | Neymar            | Brazylia   | FC Barcelona        |

### Nagroda FIFA im. Puskása
| Miejsce | Zawodnik            | Państwo   | Zespół       | Uwagi |
| ------- | ------------------- | --------- | ------------ | ----- |
| 1.      | Wendell Lira        | Brazylia  | Goianésia    |       |
|         | Lionel Messi        | Argentyna | FC Barcelona |       |
|         | Alessandro Florenzi | Włochy    | AS Roma      |       |